# Max Hermann Fritz
Max Daniel Hermann Fritz (* 13. Juli 1873 in Neuhaus am Rennweg; † 13. Juni 1948 in Dresden) war ein deutscher Bildhauer, Porzellanmodelleur und Medailleur.

## Werk

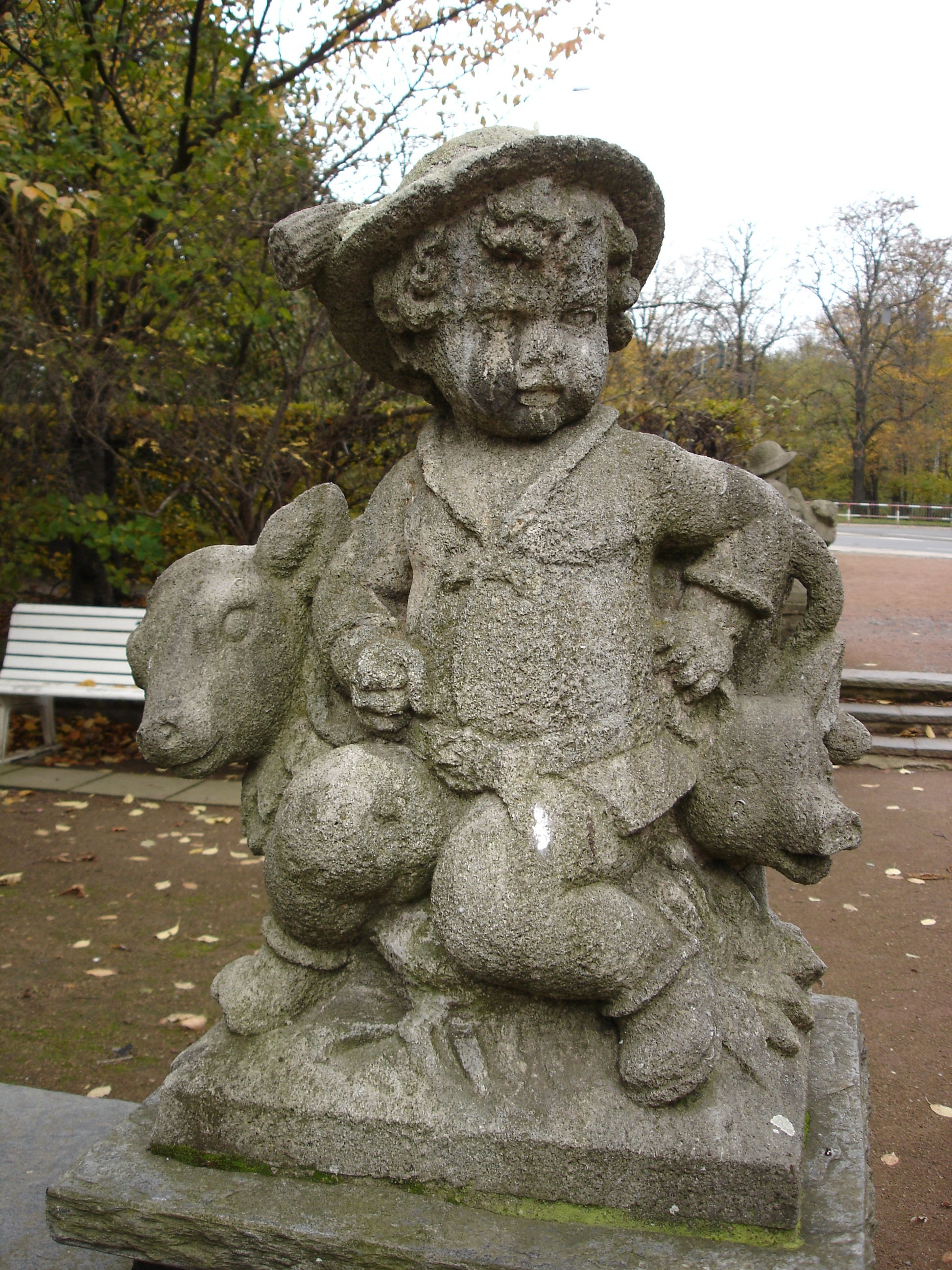
Plastik im Rosengarten

Max Hermann Fritz war zunächst ein Schüler von Lorenz Hutschenreuther in Lichte/Thüringen. Im Jahr 1898 zog er nach Dresden und bildete sich dort autodidaktisch fort. Schwerpunktmäßig befasste er sich mit Kleinplastik. Motivisch schuf er viele Tierfiguren und Putten. Im Porzellanbereich entstanden Entwürfe aus seiner Hand für die Königliche Porzellanmanufaktur Meissen (Hutschenreuther) in Fraureuth und für die Porzellanmanufaktur Rosenthal. Zahlreiche seiner Arbeiten sind in Museen in Dresden und andernorts in Sachsen ausgestellt, unter anderem vier Putten aus Muschelkalk im Rosengarten am Neustädter Elbufer.
Um 1940 schuf M. H. Fritz die Skulpturen vor dem damaligen Neubau des Instituts für Verbrennungsmotoren und Kraftfahrzeugwesen der ehemaligen TH Dresden. Der Verbleib der Skulpturen ist bisher ungeklärt.

## Werke, Auswahl
- Christusfigur für die Kirche in Hartha in Sachsen.
- Figur Spielende Bären Albertinum in Dresden.[1]
- vor 1911 Figur Bärin mit Jungen  Bronze auf angearbeitetem  Bronzesockel, Museum der bildenden Künste Leipzig,
- Mädchenbüste  König-Albert-Museum, Zwickau,
- Meine Mutter Bronze,
- 4 Monumental-Löwen in Stein, Ministerium des Innern, Dresden am Königsufer,[2]
- 1900 Bison mit Bär kämpfend Bronze auf Marmorsockel, Museum der Bildenden Künste Leipzig,
- Sitzender weiblicher Akt Bronze, Museum der bildenden Künste Leipzig,
- Figur Kronenkraniche Bronze auf Marmorsockel, Museum der bildenden Künste Leipzig,
- Adlerkopf Bronze auf Muschelkalksockel, Museum der bildenden Künste Leipzig,
- Figur Elch Bronze auf Marmorsockel, Museum der bildenden Künste Leipzig,
- Figur Stier Bronze auf Serpentinsockel, Museum der bildenden Künste Leipzig,
- 4 Kindergruppen für eine Brücke in Aue,
- 1905 Modell zu einer Staatsplakette für Kunstgewerbe für das Königliche Sächsische Staatsministerium des Innern,
- 1907 Preisplakette für die Internationale Gartenbauausstellung in Dresden.